# Aphareus (Sohn des Kaletor)
Aphareus (altgriechisch Ἀφαρεύς Aphareús) ist eine Gestalt der griechischen Mythologie.
Aphareus war ein Sohn des Kaletor und fungierte während des Trojanischen Kriegs als einer der griechischen Anführer vor Troja. Er wurde von Aineias beim Kampf um den Leichnam des Ares-Sohnes Askalaphos getötet, wozu ihn Idomeneus geholt hatte.